# Onderwijs van A tot Z
Dit is een alfabetische lijst van onderwerpen die betrekking hebben op het onderwijs.

## A
ADHD - 
Algemeen secundair onderwijs - 
Algemene Middelbare School (Suriname) - 
Alumnus -
Analfabetisme - 
Anton de Kom-Universiteit - 
Assistent in opleiding (aio) -
Associatie (hoger onderwijs) -
Atheneum -
Autodidact

## B
Bachelor -
Bachelor-masterstructuur -
Basisschool -
Basisonderwijs (VL) - 
Basisschool (NL) -
Basisvorming -
Beroepsopleiding - 
Bijzonder hoogleraar - 
Bijzonder onderwijs -
Bijzondere school -
Beroepssecundair onderwijs -
BINAS -
Bolognaverklaring - 
Bovenbouw -
Brugklas -
Brugsmurf -
Buitengewoon onderwijs

## C
Centraal Examen -
CEVO -
Citotoets -
CLB -
Cum laude -
CVO

## D
D-cursus -
DBSO -
Didactiek -
Deeltijds kunstonderwijs -
Docent -
Doctor (dr.) -
Doctorandus (drs.) -
Doe Effe Normaal -
Dyslexie

## E
E-learning -
Eindexamen -
Eindtermen -
Eredoctoraat -
Examen -
Examencommissie (Vlaanderen)

## F
Faculteit (onderwijs)

## G
Gemeenschapsonderwijs -
Gratis onderwijs -
Gymnasium

## H
havo -
Hogereburgerschool (hbs) - 
Hogeschool -
Hoger beroepsonderwijs (hbo) -
Hoogbegaafdheid -
Hoogleraar -
HSBO

## I
Ingenieur -
Inrichtende macht - 
Instituut voor de Opleiding van Leraren - 
Interdisciplinair studeren

## K
Kennisnet - 
Kleuterschool -
Kunstsecundair onderwijs -
Kweekschool voor onderwijzers

## L
Lagere school -
Leerling -
Leerplicht -
Leersecretaris - 
Leerweg -
Leerwerktraject -
Licentiaat -
Lootschool - 
lwoo - 
Lyceum

## M
Mammoetwet -
Massive open online course -
Master - 
Meester -
MAVO -
Middelbaar beroepsonderwijs (mbo) -
Middelbare school (Vl) -
Middelbare school (NL) -
Middenschool (VL) -
Ministerie van Onderwijs, Cultuur en Wetenschap -
Montessorionderwijs -
Mulo -
Mytylschool

## N
NUHO

## O
OKAN - Onderwijs - Onderwijsaccreditatie - Onderwijskunde - Onderwijsnet - Onderwijsnummer -  Openbaar onderwijs - OpenCourseWare - Open onderwijs - Ouderavond - OV-studentenkaart - Overheidsschool

## P
PABO -
Pedagogiek -
Proefschrift -
Promotor -
Promovendus -
Propedeuse -
PTA

## Q
Quadrivium

## R
regent -
Regionaal opleidingencentrum -
Rijkskweekschool

## S
sanctie van studie -
School - 
Schoolkamp - 
Schoolreisje -
Sectoren -
Spreekbeurt -
Stage -
Studiefinanciering -
Studielasturen -
Studiepunt - 
Syntra

## T
Technisch secundair onderwijs -
Topsportschool -
Trivium

## U
Universiteit

## V
Vak -
Vakkenpakket - 
Verkeersexamen - 
Volwasseneneducatie - 
Voorbereidend middelbaar beroepsonderwijs (vmbo) -
Voortgezet onderwijs -
vwo -
Vrije leermiddelen

## W
Wereldschool - 
wetenschappelijk onderwijs (WO)

## Z
Zelfstudie